# Minnivola pyxidata
Minnivola pyxidata is een tweekleppigensoort uit de familie van de Pectinidae. De wetenschappelijke naam van de soort is voor het eerst geldig gepubliceerd in 1778 door Born.